# كلايد كارسون
كلايد كارسون (بالإنجليزية: Clyde Carson)‏ هو رابر أمريكي، ولد في 2 يونيو 1982 في أوكلاند في الولايات المتحدة.

## وصلات خارجية
- كلايد كارسون على موقع ميوزك برينز (الإنجليزية)
- كلايد كارسون على موقع أول ميوزيك (الإنجليزية)
- كلايد كارسون على موقع ديسكوغز (الإنجليزية)